# Манича (Валча)
Манича (рум. Mănicea) насеље је у Румунији у округу Валча у општини Затрени. Oпштина се налази на надморској висини од 232 m.

## Становништво
Према подацима из 2002. године у насељу је живело 195 становника, од којих су сви румунске националности.